# Barraca de Cala Prona
La Barraca de Cala Prona és un monument del municipi del Port de la Selva inclòs en l'Inventari del Patrimoni Arquitectònic de Catalunya.

## Descripció
Situada a llevant del nucli urbà de la població del Port de la Selva, emplaçada al costat nord de la cala Prona, raconada d'acusada inflexió al costat oriental de la badia del Port de la Selva. La barraca es troba a la punta de la Creu, a tocar la torrentera anomenada rec de les Escudelles. Botiga o barraca comunal de pescadors adossada a una de les penyes prominents que formen la punta de la Creu, la qual crea un entrant rocós a la costa. El refugi queda d'esquena al mar, arrecerat gràcies al rocam de pissarra que forma la roca.
La barraca és de planta rectangular, amb teulada d'una sola pendent rehabilitada i distribuïda en una sola planta. La façana principal, orientada a migdia, presenta dues portes d'accés, una rectangular i l'altre d'arc molt rebaixat, ambdues bastides amb maons. També hi ha dues petites finestres rectangulars, amb el mateix material constructiu. Es conserva una llosa gravada amb la inscripció del nom de la construcció, pràcticament esborrada. Damunt la porta principal, corresponent a l'antic espai comunal de la barraca, s'hi ha col·locat un emblema coronat de metall per indicar que aquesta és una de les cales "reials" de "la Mar Amunt" del Cap de Creus. A la cantonada de la façana hi ha una llar de foc. A la façana orientada al mar, protegida per la roca, hi ha dues petites finestres més rectangulars. L'interior està compartimentat en dos sectors de dimensions semblants. L'estança oberta ha estat remodelada, amb un paviment de rajoles actual i una sostre de maó pla i bigues de ferro restituït. L'edificació és de rebles i morter, tot i que els murs són exteriorment arrebossats.
Davant de la barraca hi ha l'embarcador, al que s'accedeix per tres graons bastits amb lloses. A l'altre extrem de la platja hi ha l'esplanada artificial de l'Eixugador. Uns deu metres a migdia de la barraca hi ha el pou, de planta circular i protegit per una volta lleugerament apuntada bastida amb lloses de pissarra a sardinell, lligades amb morter. Al brocal hi ha una sola llosa de grans dimensions i al seu costat un pedrís també monolític.

## Història
El topònim Prona és una deformació de Pregona; és a dir que la grafia correcta seria, potser, Perona. L'etimologia té un origen ben clar en les condicions naturals del paratge. En un document de l'any 1663 se l'anomena Cala Fonda, sinònim de Pregona. El dit any els cònsols de Cadaqués enviaren un avís a Llançà sobre la presència de dos vaixells de moros els quals havien atacat, el dia 20 de juny i a cala Fonda, a uns segadors i saquejat una casa de pagès; evidentment el mas devia ésser un dels de la Muntanya de Sant Baldiri, dels quals, en primer lloc el Mas de la Birba i després el Mas Alfares i el Mas Vell són els més propers a la cala. Segons els llibres del gremi de Pescadors del Port de la Selva, antic gremi de "Mareantes y Patronos", que es guarden a la Comandància d'aquesta vila, l'any 1826 la junta del gremi acordà reconstruir la botiga de Cala Proba, ja que es trobava enterament destruïda. Les despeses es cobriren amb el sobrant del delme del peix i hom lliurà aquest any, per completar-les, 4 duros i 4 rals a Pere Costa i a Salvador Rubiés. L'any següent consta que Josep Esquerra cobrà 12 duros i 16 rals per la construcció del moll de Cala Prona i el pou de Taballera.
Actualment, i contra el que el nom podria suposar, els pescadors del Port de la Selva sortegen encara les cales del terme. Cala Prona és la més cobejada per a la pesca de la tonyina i del bonítol. La meitat de la barraca que utilitza un particular -que té cura de la conservació- li ha estat deixada "de paraula" per la comunitat de pescadors, els quals, tanmateix es reserven la possessió d'una clau. La barraca de Cala Prona i la de Cala Taballera són les úniques que estan escripturades al pòsit de pescadors del Port; són, doncs, les comunals. La barraca de Cala Galladera fou bastida pels pescadors de Llançà. L'aigua d'aquest pou és lleugerament salada -salmàstiga-, a causa de la proximitat del mar.